# 빌 맥키니
빌 매키니(Bill McKinney, 1931년 9월 12일 ~ 2011년 12월 1일)는 미국의 가수, 배우, 작곡가 겸 작사가이다.
채터누가에서 태어났으며 로스앤젤레스 대도시권에서 사망하였다. 사인은 식도암이다.

## 출연 작품
- 커스텀 메리 (2011년)
- 에브리씽 유브 갓 (2010년)
- Fuel (2009)
- 프라이드 앤 글로리 (2008년)
- 테이크 (2007년) - 벤가민 그레거 역
- 2001 매니악스 (2005년)
- 언더토우 (2004년)
- 루니 툰 - 백 인 액션 (2003년)
- 아웃 스페이스 2 (1996년)
- 굿바이 뉴욕 굿모닝 내 사랑 2 - 황금을 찾아라 (1994년)
- 집행자 (1993년)
- 사랑, 사기 그리고 도둑 (1993년)
- 살인 검문 (1990, The China Lake Murders)
- 빽 투 더 퓨쳐 3 (1990년)
- 킨지테 (1989년)
- War Party (1988)
- 파이널 저스티스 (1985년)
- 어게인스트 (1984년)
- 텍스 (1982년)
- 람보 (1982년) - 데이브 컨 역
- 쾌걸 매버릭 (1981년)
- 브론코 빌리 (1980년)
- 더티 파이터 (1980년)
- 더티 파이터 2 (1978년)
- 코필드의 크리스마스 기적 (1977년)
- 건틀릿 (1977년)
- 마지막 총잡이 (1976년)
- 캐논볼 (1976년)
- 브레이크하트 패스 (1976년)
- 무법자 조시 웰즈 (1976년)
- 아웃핏 (1974년)
- 암살단 (1974년)
- 클린트이스트우드의 대도적 (1974년)
- 클레오파트라 존스 (1973년)
- 쥬니어 보너 (1972년)
- 폴 뉴먼의 법과 질서 (1972년)
- 서바이벌 게임 (1972년)
- 우정어린 패배 (1970년)

### 텔레비전
- 더 폴 가이 (1981-85)
- A 특공대 (1983-85)
- SOS 해상 구조대 (1992)